# GoGo Penguin (album)
Albums de GoGo Penguin
Ocean in a Drop
(2019)
GoGo Penguin est le cinquième album du trio de jazz britannique éponyme GoGo Penguin publié le 5 juin 2020 sur le label Blue Note de Decca Records.

## Historique
La composition des titres s'est faite principalement avec des moyens numériques avant un enregistrement réalisé – du 16 au 27 septembre 2019 aux studios The Chairworks de Castleford en Angleterre – avec des instruments uniquement acoustiques limitant l'usage des pédales à effets et délais notamment. 
L'annonce de la parution de l'album pour le mois de juin est faite le 6 mars 2020, immédiatement suivi de la mise en ligne du premier titre Atomised et d'un second, Kora, le 8 avril 2020.

## Liste des titres de l'album
1. 1_# – 2 min 00 s
2. Atomised – 4 min 23 s
3. Signal in the Noise – 6 min 03 s
4. Open – 4 min 47 s
5. F Maj Pixie – 5 min 48 s
6. Kora – 5 min 35 s
7. Totem – 3 min 54 s
8. Embers – 3 min 00 s
9. To the Nth – 4 min 34 s
10. Don't Go – 3 min 38 s

## Musiciens
- Chris Illingworth : piano
- Nick Blacka : contrebasse
- Rob Turner : batterie

## Accueil de la critique
Pour France Musique, cet album est la « synthèse parfaite d’un son GoGo Penguin qui ne s’est jamais embarrassé des étiquettes » démontrant la maturité du trio mancunien à ce stade de sa carrière et la conscience que ce dernier en a. Selon André Manoukian GoGo Penguin créé, avec cet album, « un feu d'artifice, des fontaines de lumières » aboutissant à « un maximum d'effets avec un minimum de moyens ». Pour le quotidien montréalais La Presse, GoGo Penguin est un « mélange unique et accessible de jazz, de rock, de trip-hop et d’électro » qui propose ici un album « sans faille, superbe conclusion d’un cycle créatif amorcé il y a huit ans ». Tout aussi enthousiaste, le quotidien belge Le Soir considère que l'album « décoiffe, fonce, foudroie, secoue, atomise » dans un album qui est une « synergie totale [...] et imprévisible. »